# Mistrovství České republiky v soutěžním lezení 2017
Mistrovství České republiky v soutěžním lezení 2017 začalo boulderingem 24. června v Praze na Letné. MČR v lezení na obtížnost proběhlo v Praze, v metropoli OC Zličín. V říjnu zrušil ČHS pro nedodržení podmínek předjednané pořadatelství pro lezení na rychlost s tím, že bude řešit náhradu. Veteráni závodili již 8. dubna v Brně.

## Výsledky finále MČR
| obtížnost           | obtížnost              | rychlost        | rychlost         | bouldering             | bouldering           |
| ------------------- | ---------------------- | --------------- | ---------------- | ---------------------- | -------------------- |
| muži                | ženy                   | muži            | ženy             | muži                   | ženy                 |
| 1. Adam Ondra       | 1. Iva Vejmolová       | 1.              | 1.               | 1. Martin Stráník      | 1. Petra Růžičková   |
| 2. Jakub Konečný    | 2. Eliška Adamovská    | 2.              | 2.               | 2. Štěpán Stráník      | 2. Eliška Adamovská  |
| 3. Rišat Chajbullin | 3. Eliška Novotná      | 3.              | 3.               | 3. Jakub Hlaváček      | 3. Edita Vopatová    |
|                     |                        |                 |                  |                        |                      |
| 4. Martin Jech      | 4. Lenka Slezáková     | 4.              | 4.               | 4. Vladimír Kratochvíl | 4. Veronika Šimková  |
| 5. Peter Kuric      | 5. Sabina Večeřová     | 5.              | 5.               | 5. Matěj Svojtka       | 5. Daniela Kotrbová  |
| 6. Jakub Hlaváček   | 6. Veronika Scheuerová | 6.              | 6.               | 6. Roman Kučera        | 6. Eliška Vlčková    |
| 7. Denis Pail       | 7. Andrea Pokorná      | 7.              | 7.               | 7. Jakub Jedlička      | 7. Dominika Dupalová |
| 8. Běhounek Michal  | 8. Aneta Loužecká      | 8.              | 8.               | 8. Jakub Skočdopole    | 8. Elena Yarova      |
| 9. Štěpán Volf      | —                      | —               | —                | 9. Rišat Chajbullin    | 9. Jana Olšarová     |
| 10. Jan Kendík      | —                      | —               | —                | 10. Martin Kuhnel      | —                    |
| —                   | —                      | —               | —                | 11. Jan Novák          | —                    |
| —                   | —                      | —               | —                | 12. Martin Dvorský     | —                    |
| —                   | —                      | —               | —                | 13. Viliam Fercak      | —                    |
| —                   | —                      | —               | —                | 14. Tomáš Duchoň       | —                    |
| —                   | —                      | —               | —                | 15. Miloš Němý         | —                    |
| —                   | —                      | —               | —                | 16. Martin Chytil      | —                    |
| 10 finalistů        | 8 finalistek           | ? bez finále    | ? bez finále     | 16 finalistů           | 9 finalistek         |
| 28 semifinalistů    | 16 semifinalistek      | ? semifinalistů | ? semifinalistek | ? bez semifinále       | ? bez semifinále     |
| 32 mužů             | 16 žen                 | ? mužů          | ? žen            | 48 mužů                | 32 žen               |

### Veteráni
| kategorie | zlato                    | stříbro            | bronz               | celkem |
| --------- | ------------------------ | ------------------ | ------------------- | ------ |
| masters   | Petr Resch (1974)        | Tomáš Beneš (1974) | Michal Požár (1977) | 4      |
| legends   | Richard Litochleb (1965) | Pavel Kubik (1959) | Petr Kliger (1967)  | 4      |

| kategorie | zlato                     | stříbro | bronz | celkem |
| --------- | ------------------------- | ------- | ----- | ------ |
| masters   | Lenka Volejníčková (1975) | —       | —     | 1      |
| legends   | —                         | —       | —     | 0      |